# 페멘

페멘의 로고

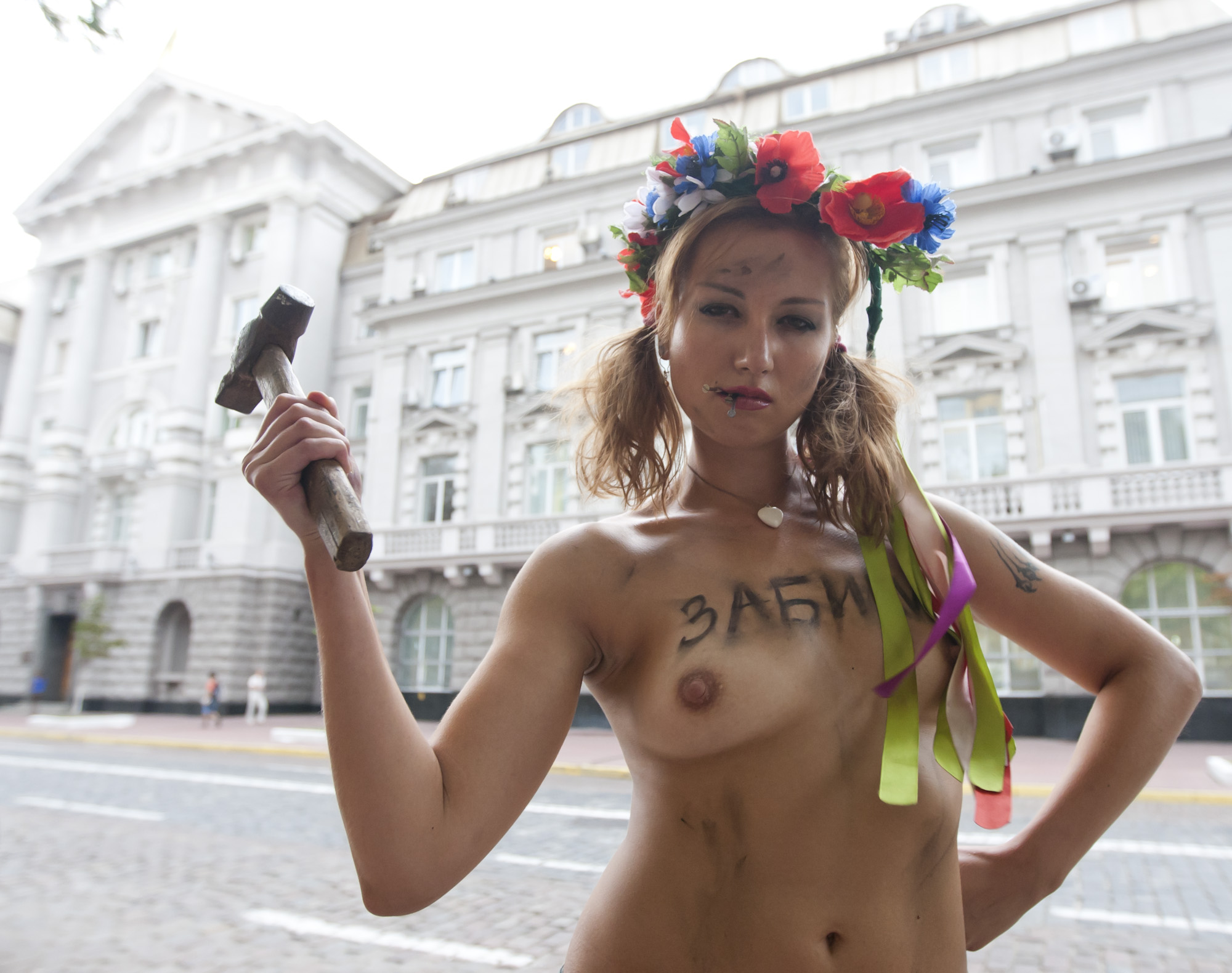
상의 탈의 시위를 하고 있는 페멘 회원

페멘(영어: Femen, 우크라이나어: Фемен)은 우크라이나의 급진적 여성주의 단체로 여성의 권리를 보호하고자 하는 단체다. 이 단체는 성 관광, 종교 기관, 성차별, 동성애 혐오, 그리고 기타 사회, 국가 및 국제 주제에 대한 논란이 많은 불면의 시위를 조직한 것으로 국제적으로 유명해졌다. 우크라이나에서 설립된 이 단체는 현재 파리에 본부를 두고 있다.
이 단체는 스스로를 "여성, 독재, 종교에 대한 성적 착취"라는 세 가지 표현에서 애국심과 싸우는 것 이라고 묘사하고 있으며, 그것의 목표는 "여성의 권리를 보호하는 역할을 하는 분리주의"라고 말했다. 페멘 운동가들은 그들의 시위에 대응하여 정기적으로 경찰에 구금되어 왔다.

## 같이 보기
- 여성주의
- 성평등
- 포스트여성주의
- 친섹스 여성주의